# セゴビア料理

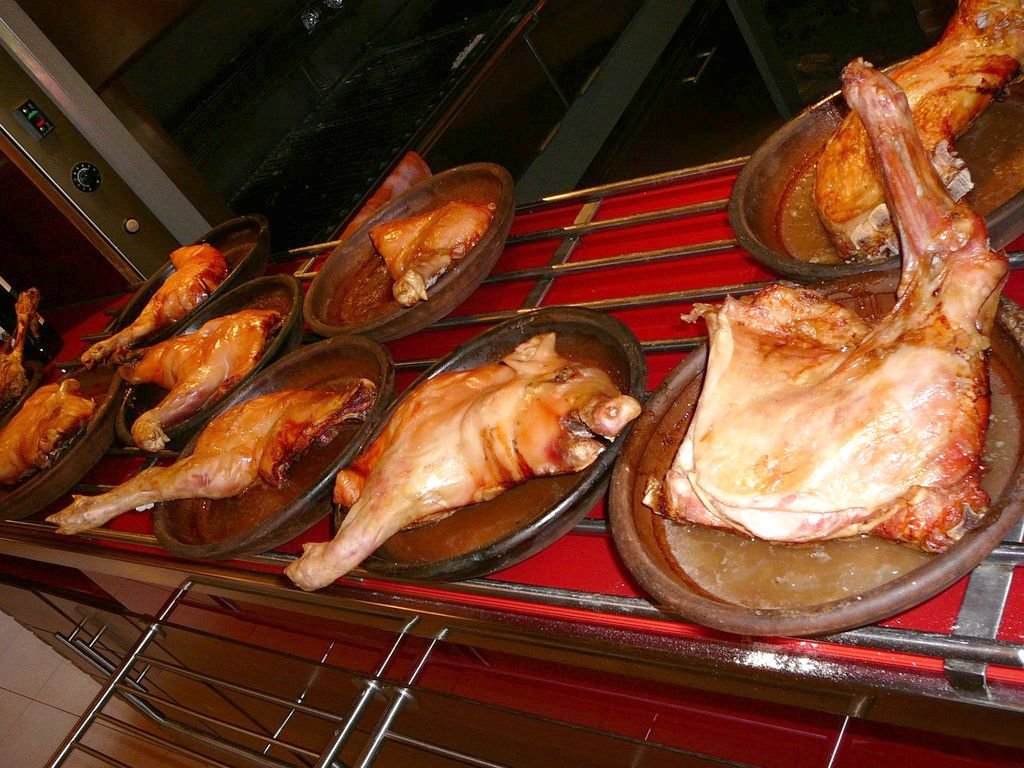
仔豚の丸焼き（セゴビア風仔豚の丸焼き）はセゴビアの名物料理の一つ

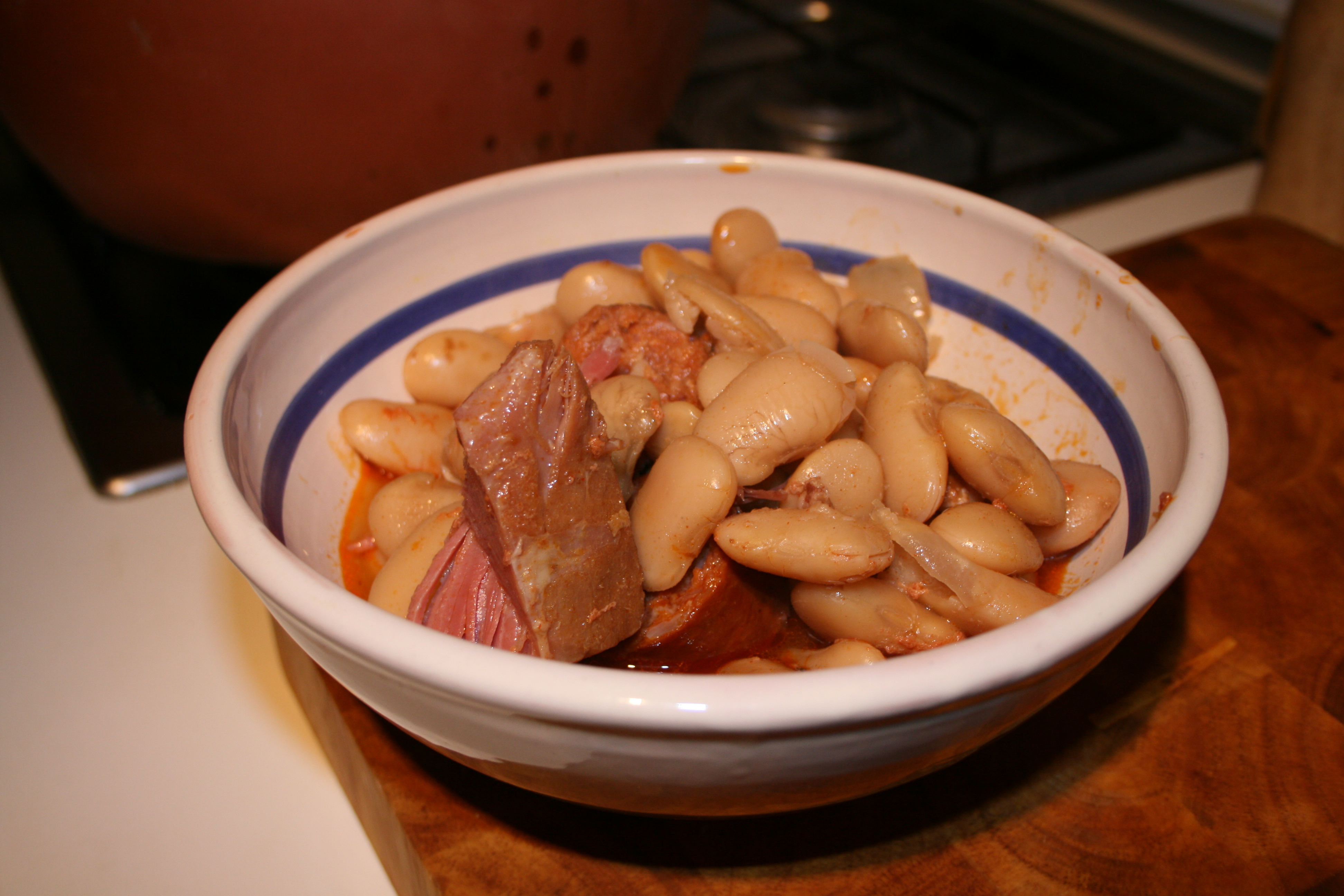
農場の豆のコジード

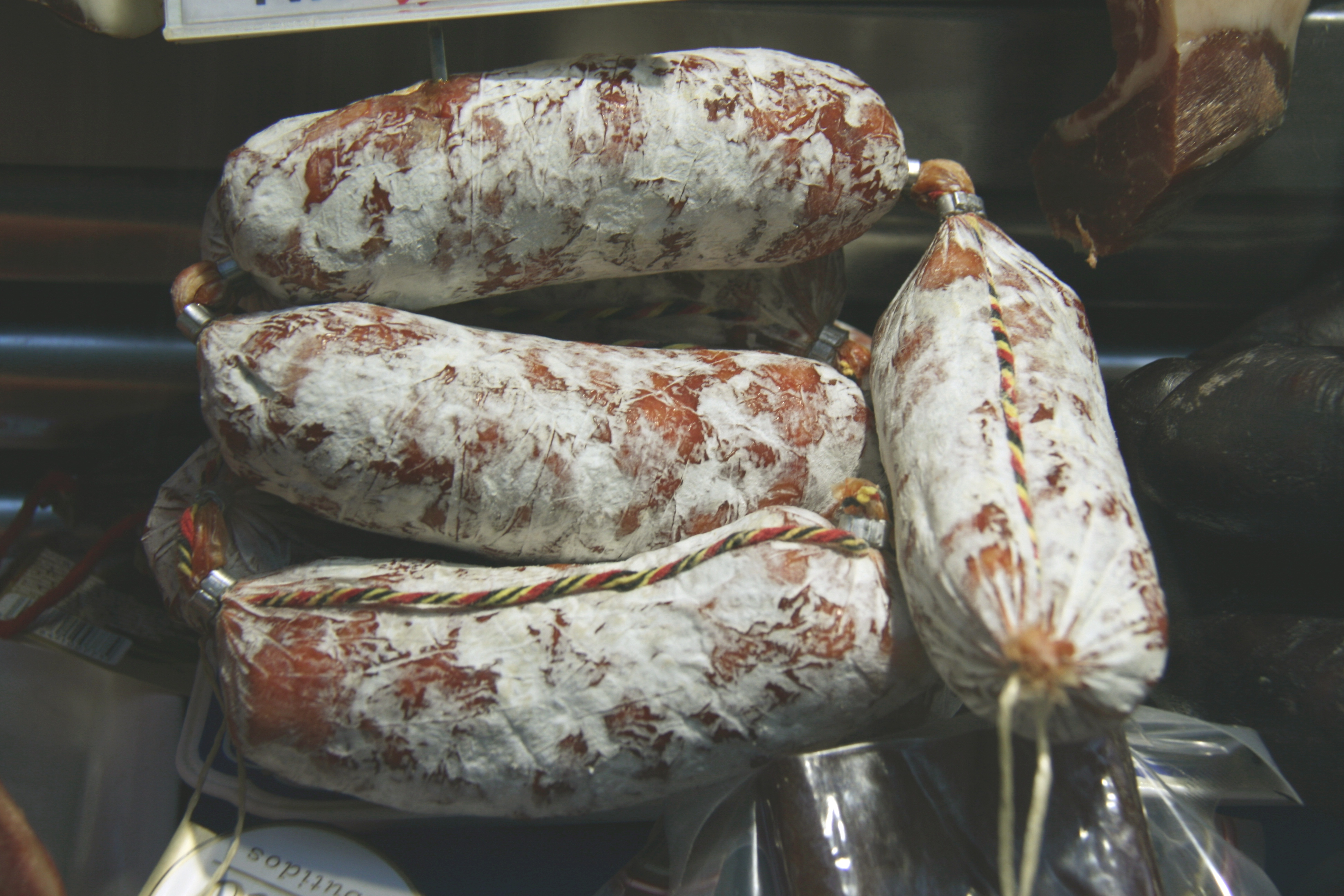
カンティンパロス産のチョリソ、非常に人気がある

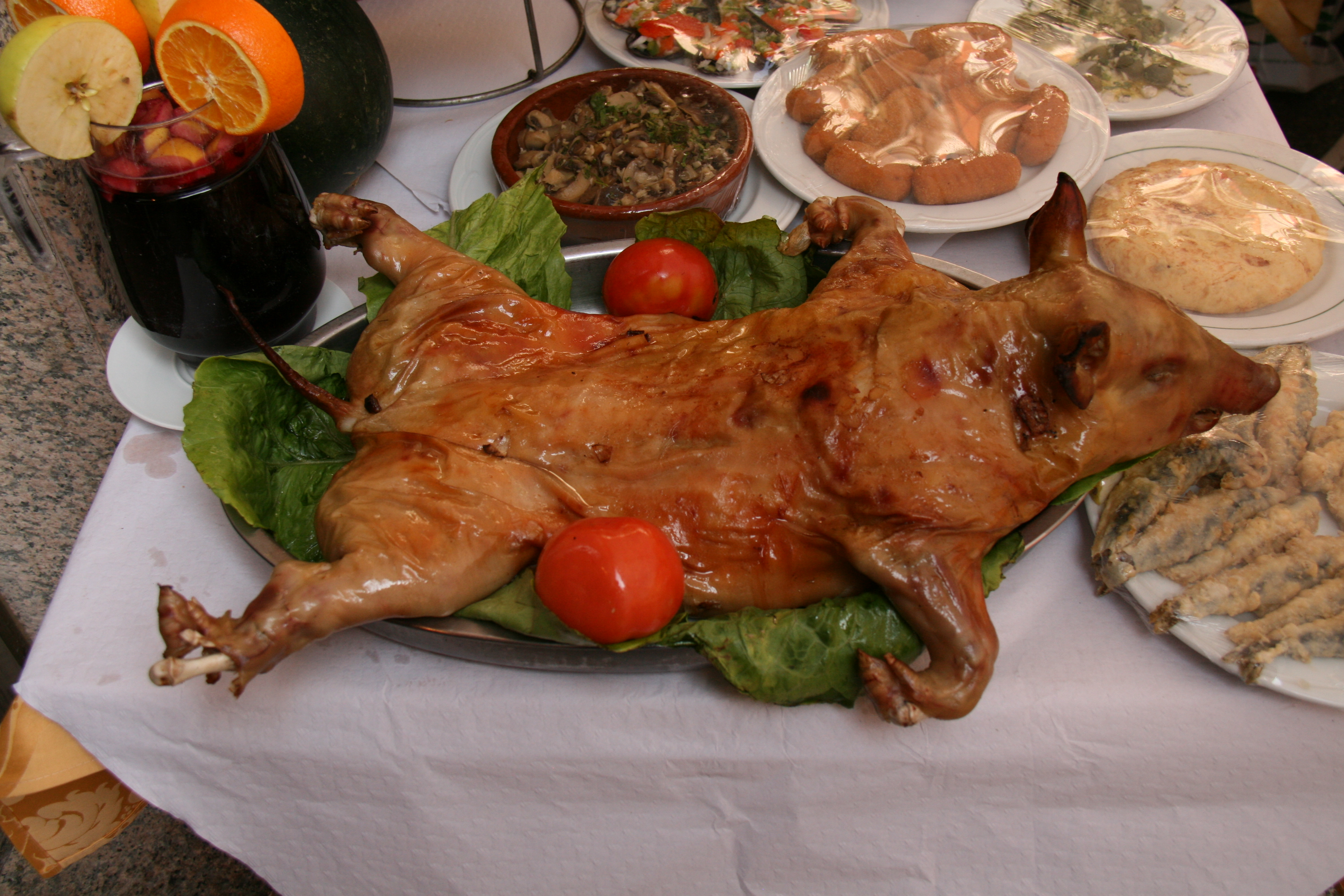
典型的な観光客向けメニューのカスティーリャ風仔豚のロースト

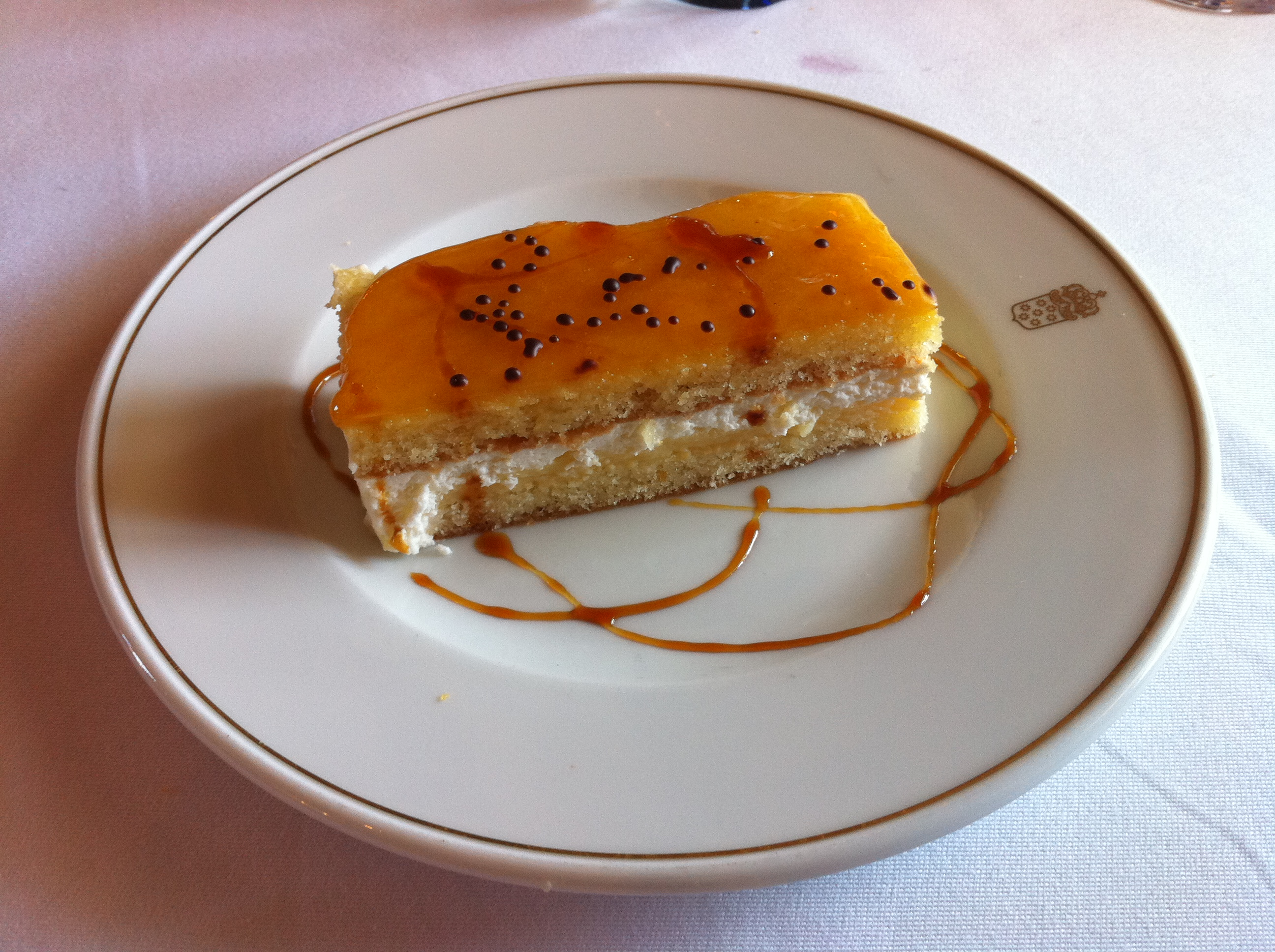
ポンチェは代表的なデザートの一つ

セゴビア料理（セゴビアりょうり、スペイン語: Gastronomía de la provincia de Segovia）とは、セゴビア県の料理や美食の習慣である。県の地形は、カスティーリャ高原と山岳地帯（グアダラマ山脈とソモシエラ山脈）が混在しており、畜産や農業に適した場所となっている。セゴビアはカスティーリャ風アサードと呼ばれる料理の中心地とみなされている。セゴビアのメソン（旅館/食堂）はスペイン全土で知られており、その特徴的なアサードを顧客に提供している。セゴビア州の食品は、セゴビア州議会が管理する「アリメントス・デ・セゴビア」という品質ブランドによって規制されている。

## 歴史
1931年にセゴビアのメソン・デル・アソゲホのオーナーになったカンディド・ロペス・サンスは、コチニーリョ・アサードで人気を博し、それ以降、宿屋/食堂はメソン・カンディドとして知られる様になった。カンディドはコチニーリョ・アサードだけではなく、皿を使って仔豚を切り分ける独特の方法も広めた。

## 食材
州内の豊富な家畜のおかげで、クウェリャールやサクラメニアなどの有名なカスティージャン・チーズが生産されている。肉やローストと言ったカスティーリャ料理がよく知られているが、同県は果物や野菜の資源も豊富である。県やスペインの各地で有名なベゾヤの泉の水も特筆すべきものである。

### 肉
プラデナ、リアサ、ビリャカスティンの牛を含む豊富な家畜は、県内に豊富な肉料理を提供している。乳飲み子羊のローストや乳飲み仔豚豚の丸焼きなどのアサードが有名である。ペドラサのラムのフリテもよく知られている。屠殺された豚肉の調理品の中には、豚ロース肉の詰め物など、数多くの豚肉製品がある。最もよく知られているのはカンティンパロスのチョリソであり、これは豚肉で作られ、パプリカ、ニンニク、オレガノとともに数日間漬け込んだ豚肉を、豚の腸にしっかりと詰め込んで作られている。その材料には、豚の赤身肉、ロース、ハムが含まれている。生でも調理してもどちらでも食べることができる。卵料理の中には、豚のベーコンを使ったオムレツ「オムレツ・ア・ラ・ブエナヴィエハ」がある。
近くの峰の山川からは絶品の鱒（セゴビアの鱒）が採れ、広大なな菜園からは季節ごとに変化に富んだ豊かな食材が提供されている。鱈の調理法の中には、セプルベダのセプルベダ風の鱈がある。不思議なことに、カニのスープ（ザリガニを使ったもの）もよく知られている。

### 豆類、野菜、穀類
セゴビアの豆類の中で最も代表的なものは、レアル・シティオ・デ・サン・イルデフォンソ自治体の農園で栽培されている葉が幅広い豆、フディオン・デ・ラ・グランハ（農場の豆）で、サン・ルイスの守護聖人のお祭りの際には、この豆を使ったファバダを作る大規模なフディアーダが行われる。サイズが大きいのが特徴でとなっている。サンタ・マリア・ラ・レアル・デ・ニエバ（サンティウステ）のヒヨコマメは、セゴビアのバルセカという自治体のヒヨコマメとともに有名である。これらのすべてが、ペドラサなどの県内の有名な料理に使われている
同県では、エンダイブ、ビート、ジャガイモ、トマト、エンドウマメ、イチゴなどの園芸作物が生産されているが、中でもエル・カラシーリョ地区で栽培されているものが注目されており、セゴビア県の果物・野菜の総収穫量の60％以上を占めている.一方、チコリの栽培は、スペイン国内最大の生産地であるクエリャルが際立っている。さらに、バレラードのニンニクは全国的にも高い評価を得ており、300ヘクタールの栽培面積（県内最大）は、カスティーリャ・レオン州で最大の生産量を誇り、全体の70％を占めている。
いくつかの自治体では環境での茸の豊富さが際立っており、人口密集地を取り巻く山々は季節限定のアカハツタケ、ヤマドリタケ、マッシュルームなどが豊富である。穀物の分野では、パンの製造について言及する価値がありる。

## ペストリー
セゴビアのペストリーの最も代表的なものは、中にクリームが入っていて、外側がトーストされている繊細なポンチェ・セゴビアーノである。「セゴビアのロスキラス（ドーナツ）」、セプルベダのマンテカード、「カーニバルのボリリョ」などもある。レアル・シティオ・デ・サン・イルデフェンソでは、バルサインのトルタが代表的で、スポンジケーキに似た生地をより平らにし、アニスを入れて砂糖で覆ったものであり、クウェリャール地域では、豚の屠殺から得られるチャロンを加えて、豚のクラックリングケーキと呼ばれている。

## ワイン

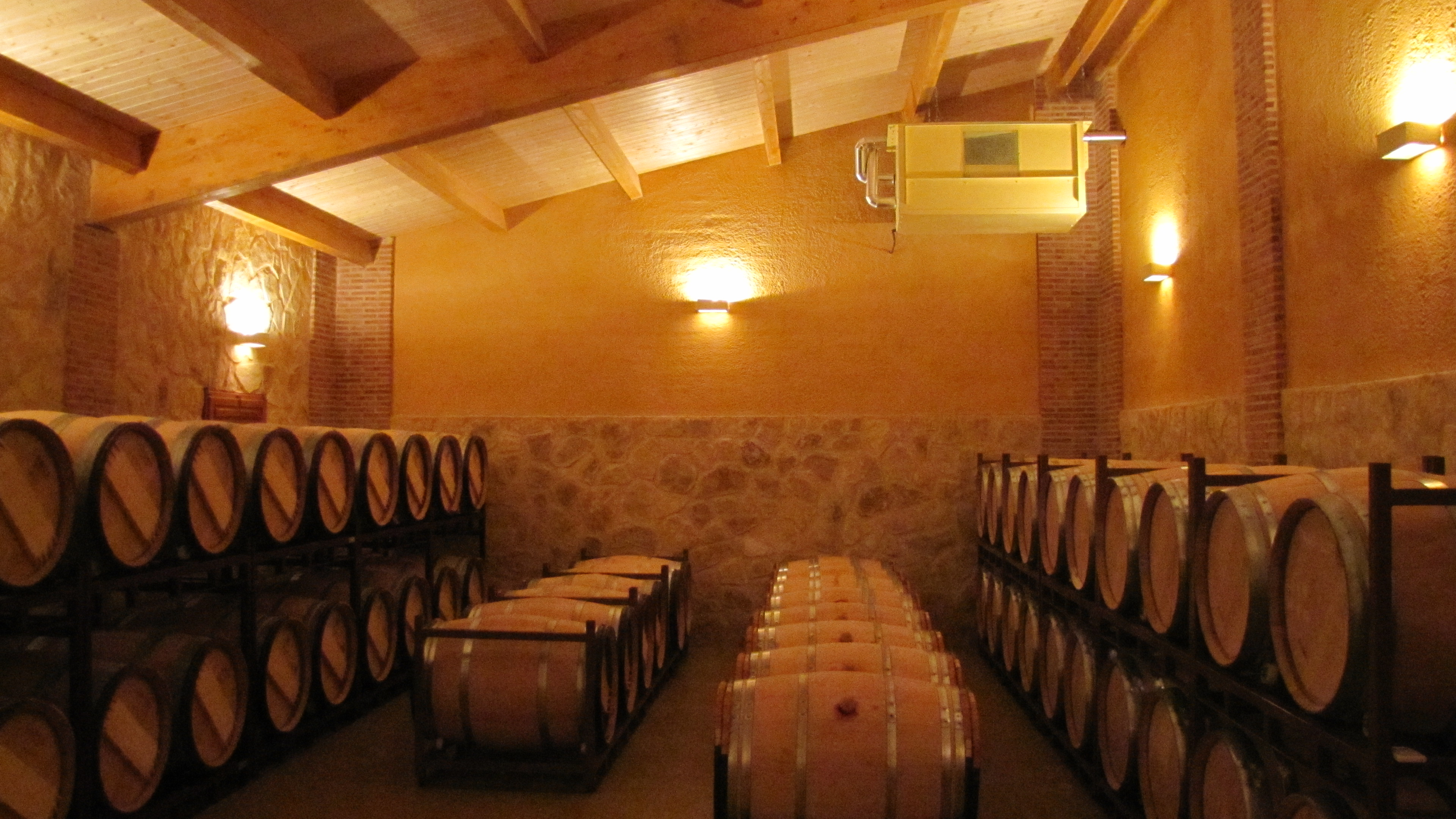
D.O.リベラ・デル・ドゥエロのワイナリーで樽詰めされたワイン。

セゴビア県の一部ではワインの生産が行われており、特に原産地呼称であるリベラ・デル・ドゥエロに属する地域が重要であり、また、セゴビア県のワインとしては、バルティエンダスのワインとルエダのワインが有名である。